# Emilia di Liverpool
Emilia di Liverpool è un'opera semiseria in due atti, composta da Gaetano Donizetti su libretto di autore anonimo, portata in scena per la prima volta al Teatro Nuovo di Napoli il 28 luglio 1824. Una successiva versione dell'opera, con il titolo L'eremitaggio di Liwerpool e il libretto modificato da Giuseppe Checcherini, fu rappresentata nello stesso teatro l'8 marzo 1828.

## Genesi dell'opera
Donizetti compose Emilia di Liverpool nel 1824, quando, ventiseienne, arrivò a Napoli dopo aver riportato un bel successo a Roma con L'ajo nell'imbarazzo, rappresentato il 4 febbraio. Francesco Tortoli, che aveva assunto l'interim della direzione dei teatri reali di Napoli dopo le dimissioni di Domenico Barbaja dell'aprile 1824 a causa della sua partenza per Vienna, gli propose di adattare quell'opera ai dettami del Teatro Nuovo (dialoghi parlati al posto dei recitativi e trasposizione in napoletano del ruolo del basso buffo) e allo stesso tempo di comporne una nuova; per questi incarichi, Donizetti doveva ricevere 300 ducati.
Il punto di partenza della nuova opera fu il libretto anonimo di un'opera semiseria di Vittorio Trento intitolata Emilia di Laverpaut (rappresentata al Teatro dei Fiorentini di Napoli nell'estate del 1817), a sua volta basato su un testo teatrale eponimo di Stefano Scatizzi. Il libretto venne appunto adattato da un anonimo al genere leggero o semiserio in voga al Teatro Nuovo di Napoli al quale l'opera era destinata: in particolare, venne introdotto il personaggio comico di Don Romualdo, "nobile napolitano", che parla nel dialetto della sua città. Pertanto, il carattere dell'originale viene completamente stravolto.
Alla prima rappresentazione, il 28 luglio 1824, Emilia di Liverpool venne accolta freddamente e venne tolta dal cartellone dopo sole sette repliche. Il critico del Giornale del Regno delle Due Sicilie dava la responsabilità dell'insuccesso al libretto: "I compositori, non trovando in questi poveri drammi ombra di passione in mezzo ad un oceano di passionate parole, si son veduti costretti a giovarsi di qualche situazione forte o inaspettata, che s'incontrasse nel poeta e a far capitale su qualche contrasto di caratteri o d'accidenti che somministrandogli dei lumi e delle ombre, recasse almeno qualche varietà nella composizione. Tale è stato p.e. il caso del sig. Donizetti nello scrivere ultimamente la bella musica dell'Emilia di Liverpool".
Donizetti coltivò per qualche tempo la speranza che l'opera potesse essere prodotta a Vienna, e infatti il 18 agosto 1824 così scriveva a Mercadante, che lì si trovava con Barbaja per la stagione di opere italiane, fra cui doveva essere compresa anche Emilia: "[...] al second'atto ci sono dei pezzi nuovi perché i vecchi erano di più poco effetto di questi, a te li raccomando perciò, ma non solo quelli, raccomando tutta l'opera; tu conosci la mia maniera di scrivere, e sai bene dove delle volte abbisogna qualche alterazione di tempo, fà tu adunque che in tutto affido: la parte di Lablache [Claudio], come la fece Fioravanti, così conosco che gli sarà un po' scommoda, io ho puntato qualche cosa ma per lo più l'autore, è il pessimo per queste cose perché vive colle prime idee, fra voi altri due potete aggiustar tutto. Nulla permette tuttavia di affermare che Emilia fu effettivamente rappresentata a Vienna a quell'epoca.
Nel 1828, Donizetti riprese in mano l'opera: Giuseppe Checcherini, la cui moglie aveva cantato il ruolo di Candida nella produzione del 1824, si incaricò di revisionare il libretto. Egli espunse una gran parte delle aggiunte del 1824 conservando tuttavia lo sviluppo dell'intreccio, cambiò i nomi di alcuni personaggi e apportò dei tagli nei lunghi dialoghi parlati. Donizetti soppresse otto numeri e una parte di un nono e ne aggiunse quattro nuovi. Il rondò di Zobeida in Alahor in Granata (1826) divenne, dopo qualche modifica, la difficile cabaletta finale di Emilia. L'opera così modificata venne rappresentata al Teatro Nuovo di Napoli l'8 marzo 1828 col titolo L'eremitaggio di Liwerpool, con Annetta Fischer nel ruolo di Emilia. Malgrado le modifiche, non ebbe successo e venne ritirata dalla scene dopo sei rappresentazioni. Emilia di Liverpool cadde allora nell'oblio più totale. Com'era sua abitudine, Donizetti riciclò certi passaggi in altre sue opere.
Nel 1957, quando la città di Liverpool volle festeggiare il 750º anniversario della charta concessa da re Giovanni Senza Terra, il Liverpool Music Group riscoprì l'opera, che venne eseguita in forma di concerto il 12 giugno 1957, con la direzione di Fritz Spiegl e Doreen Murray nel ruolo di Emilia. Tre mesi dopo, l'8 settembre 1957, una versione più breve, basata sulla revisione del 1828, venne trasmessa dalla BBC con la direzione di John Pritchard, con una giovane Joan Sutherland nel ruolo della protagonista.
L'opera venne di nuovo messa in scena a Liverpool nel 2008 per iniziativa dell'European Opera Centre dell'Università Hope, quando la città divenne capitale europea della cultura, nella cornice della St. George's Hall da poco restaurata, e in una versione rivista dal musicologo francese Gilles Rico che si sforzava di combinare le parti migliori delle due versioni del 1824 e del 1828 e di ridurre al minimo i dialoghi parlati.
Secondo il giudizio di William Ashbrook, "Emilia di Liverpool occupa un posto significativo nel catalogo donizettiano per il suo incipiente romanticismo; vi si trovano riuniti un'eroina infelice, una scena di tempesta ed un episodio in una tomba sotterranea. Se oggi questo melodramma ci appare puerile e gli episodi buffi sembrano via via compromettere la credibilità drammatica essenziale allo spirito del romanticismo, ciò è da imputare all'antico genere semiserio ed alla incoerenza con cui interludi comici si saldano a scene drammatiche

## Cast
| Ruolo                           | Altro nome (versione del 1828)     | Voce         | Interpreti della prima del 28 luglio 1824 |
| ------------------------------- | ---------------------------------- | ------------ | ----------------------------------------- |
| Emilia                          |                                    | soprano      | Teresa Melas                              |
| Claudio di Liverpool, suo padre |                                    | baritono     | Giuseppe Fioravanti                       |
| Federico                        | Colonnello Tompson (alias Villars) | tenore       | Domenico Zilioli                          |
| Don Romualdo                    | Conte Asdrubale, nobile napolitano | basso buffo  | Carlo Casaccia                            |
| Candida, sua figlia             | Candida, amica d'Emilia            | mezzosoprano | Francesca Checcherini                     |
| Luigia                          | Bettina, nipote d'Asdrubale        | soprano      | Clementina Grossi                         |
| Il conte                        | Giacomo                            | baritono     | M. de Nicola                              |
| Coro di paesani                 |                                    |              |                                           |

## Trama

### Atto I
Emilia, figlia di Claudio di Liverpool, si è ritirata in penitenza in un eremitaggio su una montagna dopo essere stata sedotta e abbandonata da un giovane ufficiale, cosa che ha causato la disperazione e la morte di sua madre. Suo padre, capitano di vascello, caduto in rovina a causa di una truffa, è scappato all'esterno e tutti lo credono morto. La giovane passa il suo tempo ad aiutare i poveri paesani e i viaggiatori di passaggio.

A causa di un temporale, una carrozza si rovescia e i passeggeri vengono salvati dai montanari: un robusto marinaio barbuto invita a pranzo i cavalieri e li conduce all'eremitaggio. Tra i viaggiatori vi è Don Romualdo, nobile napoletano, la sua fidanzata, Luigia, con suo padre, il Conte, e il suo segretario, il giovane Federico.

Il marinaio si rivela essere Claudio, il padre di Emilia, di ritorno in patria dopo venti anni di schiavitù in Africa. Allo stesso modo si scopre che Federico non è altri che il seduttore di Emilia e che ora ha in animo di sottrarre Luigia a Don Romualdo, che a sua volta è il nobile napoletano che Emilia avrebbe dovuto sposare prima di essere sedotta da Federico.

Alla vista di Federico, Emilia sviene. Al suo risveglio, riconosce il padre e si riconcilia con lui. Claudio domanda a Federico soddisfazione dell'affronto.

### Atto II
Claudio ha invitato Federico a seguirlo nella cripta dove riposa la madre di Emilia per avere così la sua vendetta. Gli rivela la sua identità, ma, quando sta per ucciderlo, Emilia, avvisata dalla sua amica Candida, accorre per impedire il duello. Federico si pente e rivela che le proprietà della famiglia di Emilia che erano state ingiustamente espropriate sono ora restituite. Claudio perdona Federico, che ottiene la mano di Emilia, mentre anche Luigia ottiene il perdono di Don Romualdo.

## Struttura musicale

### Emilia di Liverpool
- Sinfonia

#### Atto I
- N. 1 - Introduzione e Cavatina di Emilia Attendiam tranquilli, e cheti - Madre! deh placati! (Coro, Candida, Emilia)
- N. 2 - Duetto fra Romualdo e Federico A 'n'ommo, che allancato
- N. 3 - Cavatina di Claudio In dura schiavitù
- N. 4 - Duetto fra Emilia e Romualdo Che sia desso! oh sventurata!
- N. 5 - Quartetto Giusto ciel! Chi vedo! Oh Dio! (Emilia, Claudio, Romualdo, Federico)
- N. 6 - Aria di Romualdo Comme! Comme! Nnamorata! (Romualdo, Conte, Luigia, Federico)
- N. 7 - Finale I Vive il padre? E a me non vola? (Emilia, Claudio, Romualdo, Luigia, Conte, Coro, Federico)

#### Atto II
- N. 8 - Introduzione È partito? (Coro, Luigia, Candida)
- N. 9 - Duetto fra Romualdo ed il Conte Ca tu me ngutte, e stuzzeche
- N. 10 - Terzetto fra Federico, Emilia e Romualdo Voi, che amico del bel sesso
- N. 11 - Duetto fra Claudio e Federico Nel campo del valore
- N. 12 - Finale II Discenda fausto Imene (Emilia, Federico, Coro, Claudio, Romualdo, Candida, Conte)

### L'eremitaggio di Liverpool
- Preludio

#### Atto I
- N. 1 - Introduzione Fosca nube a noi s'avanza (Bettina, Tomson, Giacomo, Coro)
- N. 2 - Cavatina di Claudio In dura schiavitù
- N. 3 - Cavatina di Emilia Madre! deh placati! (Emilia, Candida, Coro)
- N. 4 - Duetto fra Emilia ed Asdrubale Che sia desso! oh sventurata!
- N. 5 - Terzetto fra Tomson, Claudio e Asdrubale Ah! qual misero in lui si nasconde
- N. 6 - Finale I Giusto ciel! Chi vedo! Oh Dio! (Emilia, Candida, Coro, Claudio, Asdrubale, Bettina, Giacomo, Luigia, Tomson, Conte)

#### Atto II
- N. 7 - Coro È partito (Luigia, Candida, Coro)
- N. 8 - Duetto fra Claudio ed Emilia Deh! Ti consoli, o figlia
- N. 9 - Duetto fra Claudio e Tomson E a che t'arresti
- N. 10 - Aria finale di Emilia Confusa è l'alma mia (Emilia, Bettina, Tomson, Giacomo, Candida, Asdrubale, Claudio, Luigia, Tomson, Coro)

## Discografia
| Anno | Ruoli (Emilia, Candida, Villars, Asdrubale, Claudio)                         | Direttore d'orchestra, Teatro e Orchestra                                                    | Etichetta                 |
| ---- | ---------------------------------------------------------------------------- | -------------------------------------------------------------------------------------------- | ------------------------- |
| 1957 | Joan Sutherland, April Cantelo, William McAlpine, Hervey Alan, Denis Dowling | John Pritchard, Royal Liverpool Philharmonic Orchestra, Singers of the Liverpool Music Group | CD Audio: Myto            |
| 1986 | Yvonne Kenny, Anne Mason, Chris Merritt, Sesto Bruscantini, Geoffrey Dolton  | David Parry, Philharmonia Orchestra, Geoffrey Mitchell Choir                                 | CD Audio: Opera Rara OR-8 |